# ホールズ
ホールズとは、日本においてはモンデリーズ・ジャパン社（旧キャドバリー・ジャパン → 日本クラフトフーズ）が販売している、キャンディの商品名およびブランド商標である（製造は名糖産業とモンデリーズ・ジャパンの合弁会社である名糖アダムス）。
当初はHall Brothers company社を1964年に買収した米ワーナー・ランバートのブランドであったが、米ファイザー社による買収・経営再構築により販売権が譲渡され、現在に至る。

## 発売商品一覧

### 現在
2018年3月現在
- ハイパーミント
- オーシャンブルー

### 過去
- メント・リプタス（メントールとユーカリプタス（ユーカリの精油の成分）の造語）
- オレンジ・パンチ(復刻版 2010.5～2010.10)
- レモン （2010.10～）
- グリーンレモン
- ゆずレモン
- ハニージンジャー
- ピンクグレープフルーツ(復刻・改良版 2011.1～)
- シークヮーサー （2007.10～）
- ジンジャーエール（～2006.1）
- ライムブリーズ（～2006.11）
- タンジェリンオレンジ （2006.11～2007.10）
- シュガーレス
- モーニングホワイト
- マスカット
- ハワイアン・グァバ
- ライム・スカッシュ
- エクストラストロング（1980年代）※販売チャネルは薬局・薬店に限られた

以下2品はサブブランドとして展開。
- う.る.water（レモン・マリンスカッシュ）
- のど飴
- グレープ（2007.10～）
- ハニーレモン（2006.11～）
- ラズベリー
- クリーミーのど飴（ストロベリー・ブルーベリー）

## CM出演者
現在

過去
- 春日潤也
- ケンドーコバヤシ
- 千原ジュニア、次長課長（河本準一・井上聡）※ケンドーコバヤシも共演
- 須永慶※ケンドーコバヤシも共演

以下、ワーナー・ランバート時代
- 小川菜摘
- 古舘伊知郎
- 田中律子
- 江川卓
- 増田未亜
- 萩奈穂美

## 備考
- 市販品のパッケージは全てスティックタイプだが、「う.る.water」にはキャンペーン賞品限定で袋入りタイプが存在した。
- ワーナー・ランバート時代のテレビCMでは、出演者がホールズをなめた後、「気分がスッキリする」ということを表現するため、舞い上がっていく（テグスやピアノ線でつり上げられる）というストーリーで統一されていた。同じく、ワーナー・ランバート時代に静岡地区で放送されていたテレビCMに限っては、同社の菓子ブランドである「ADAMS（アダムス）」を前面に出す意図から、関東などで放送されているCMを編集してラストに2秒から3秒の余白を作り出し、そこに「by ADAMS（バイ、アダムス）」というナレーションを挿入していた時期がある（1987年から1990年頃にかけて。ホールズを筆頭にクロレッツなどほぼすべてのADAMS菓子製品が該当する）。
- 販売が打ち切られたフレーバーであっても、小売店舗に在庫が残っている場合は、在庫がなくなるまで販売を継続するケースもある。
- 2010年は週刊ヤングマガジン（講談社）も創刊30周年であることからコラボレーション。2010年度ミスマガジンからグランプリの新川優愛を除いた4人が擬似的にホールズを食べさせてくれるアプリケーション「ホールズイーター」が同年10月18日から配布された（iPhoneなどiOSデバイス専用、開発元は株式会社カヤック）。
- 2011年1月に復刻発売された「ピンクグレープフルーツ」では、コナミデジタルエンタテインメントの恋愛コミュニケーションゲーム「ラブプラス」とコラボレーション。ヒロインの一人でのど飴が好きな姉ヶ崎寧々をフィーチャーし、プロモーションムービーの公開[2]をはじめ、同年6月には彼女をモチーフにした限定パッケージが発売された[3]。さらに同年6月13日から26日にかけ、首都圏および関西圏の主要駅に設置されているデジタルサイネージでブランコやエレベーターに乗った寧々がホールズを食べさせようとするサイネージ用のPR映像が流された。コラボ先であるコナミも、同年6月から7月にかけてアーケードゲーム版ラブプラスとの連動キャンペーンを実施した。